# Publicité aérienne

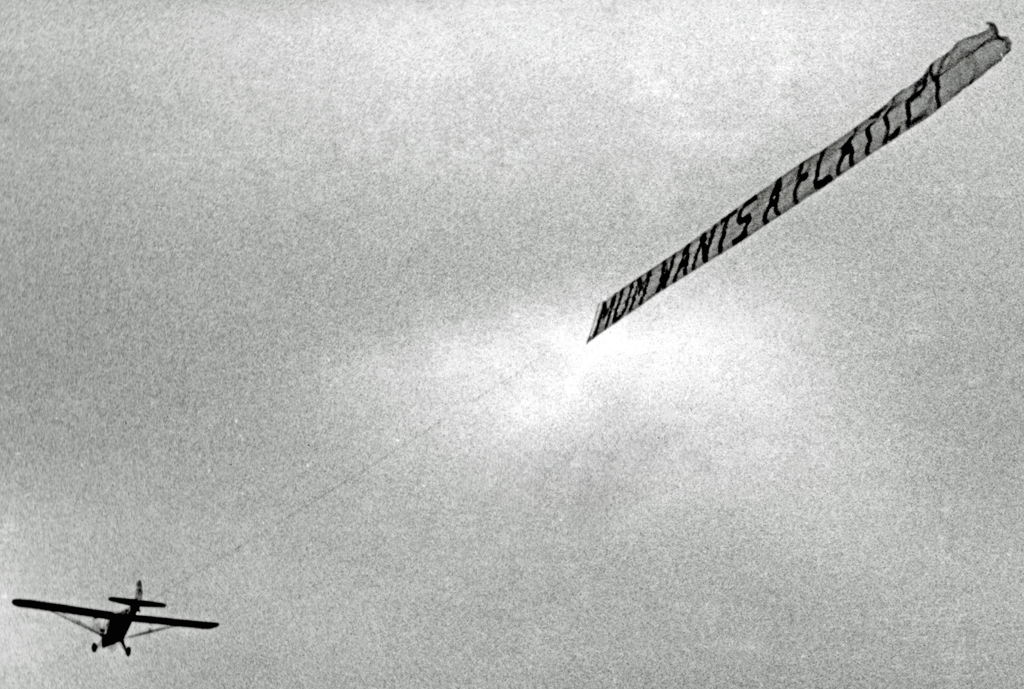
Publicité aérienne (aéroport de Manchester, 1961)

La publicité aérienne est une forme de publicité employant des supports de communication visuelle aériens comme : flancs d'avion ou de dirigeable, banderole, nuages de fumée, signaux lumineux, etc.

## Remorquage de banderole

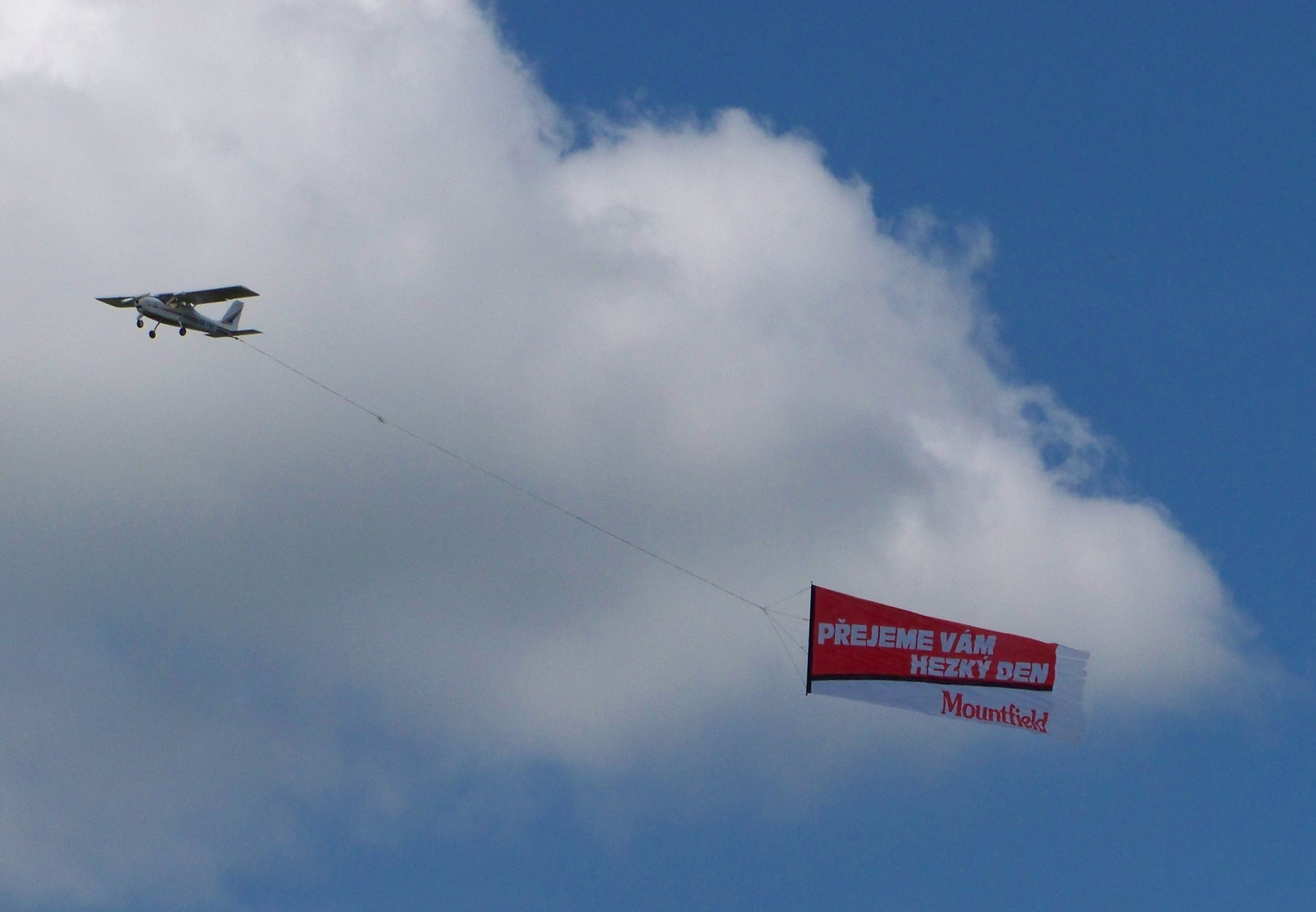
Remorquage de banderole publicitaire en République Tchèque

La banderole porte un message et peut être remorquée soit par un avion, soit par un ULM.
Le plus couramment il s'agit de petits monomoteurs de type tourisme. La technique d'accrochage dépend du type d'aéronef.
Pour un avion, l'accrochage de la banderole est effectué après décollage. La procédure consiste à réaliser un tour de piste à basse altitude et à accrocher avec un grappin un brin de la remorque, tendu entre deux piquets, lors d'un  passage.
Pour un ULM, l'accrochage de la banderole est effectué soit après décollage comme pour un avion, soit avant.
Dans ce dernier cas, la banderole est étalée au sol en avant de l'appareil, qui décolle et monte le plus rapidement possible. La banderole est soulevée presque verticalement.
Les risques inhérents à ce type d'activité sont liés aux manœuvres en basse altitude. La plupart des accidents résultent des causes suivantes : problème lors de l'accrochage ou du déploiement de la bannière, ou perte de puissance moteur lié au remorquage.
Le 15 juillet 1999, le pilote Juergen Riedel, aux commandes d'un Pilatus PC-6 Turbo Porter, survole Brême en Allemagne avec la plus grande bannière de publicité au monde, 1 500 m2 (25 × 60 mètres).
En avril 2021, en France, l'Assemblée Nationale vote un texte interdisant les avions publicitaires en invoquant la protection du climat[réf. non conforme]. Le tractage de publicité par drone électrique n'est pas concerné.

## Skytyping ou skywriting
Cette technique consiste à afficher des messages aériens très simples avec un ou plusieurs aéronefs par émission de fumées.

## Aéronefs en support publicitaire
Les ballons dirigeables peuvent être utilisés comme support de message publicitaire, et plus récemment les avions sont utilisés pour des campagnes de communication.

## Galerie

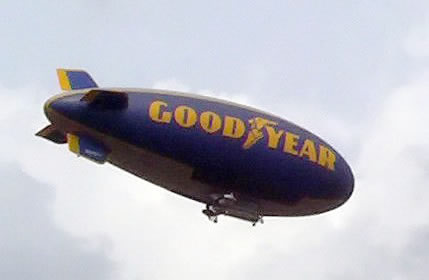
Dirigeable
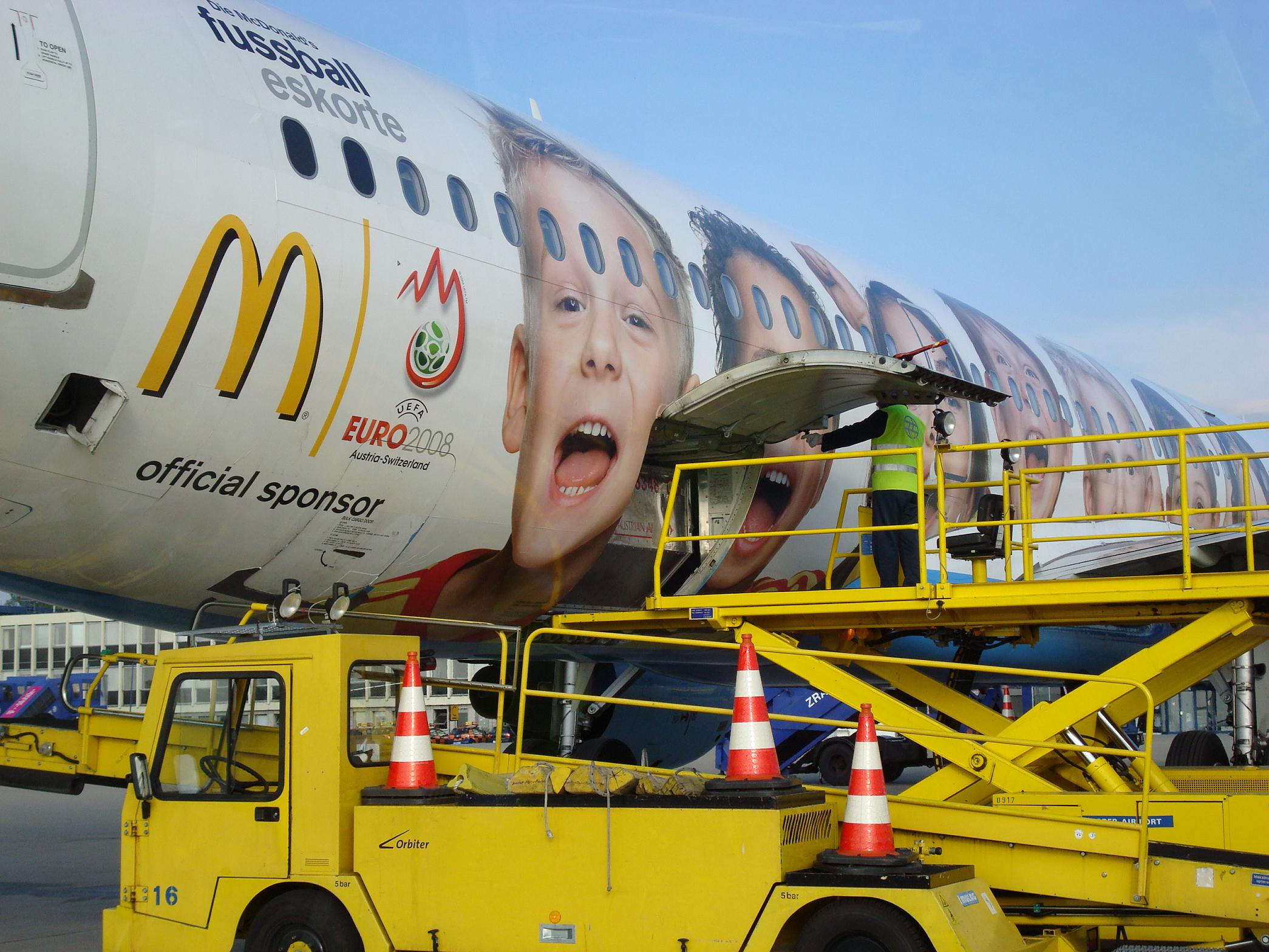
Publicité sur un Airbus A321 (2008)
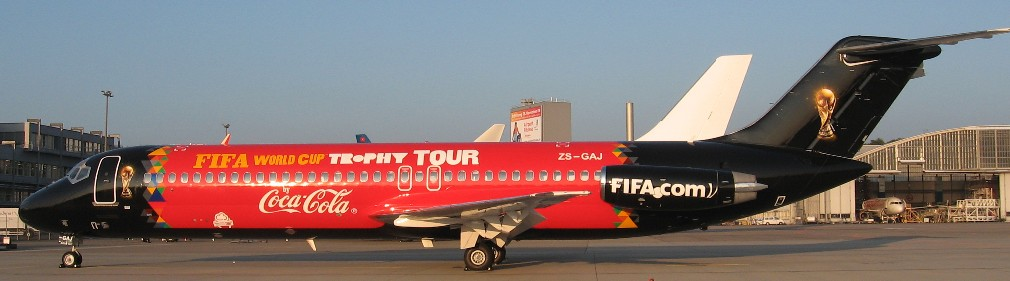
Avion de la FIFA World Cup Trophy Tour en 2009